# Diapriidae
Die Diapriidae sind eine Familie der Hautflügler. Es handelt sich um eine diverse Familie kleiner Parasitoide. Die Diapriidae umfassen ungefähr 2000 rezente beschriebene Arten. Die Gesamtzahl an rezenten Arten wird auf 4500 geschätzt. Daneben gibt es eine Reihe fossiler beschriebener Arten, die in Bernstein eingeschlossen wurden oder als Fossilien in Kalkstein und anderen Gesteinen erhalten wurden.

## Merkmale
Es handelt sich um sehr kleine Wespen mit Körperlängen von 1–8 mm, die meisten sind 2–4 mm lang. Ihr Körper ist glatt und glänzend, nur selten metallisch glänzend. Die Fühler weisen 11 bis 15 Fühlerglieder auf. Die Fühlerbasis sitzt auf einem Gesichtshöcker. Der Scapus ist verlängert. Die Geißelglieder 3 und/oder 4 der männlichen Diapriidae weisen eine abweichende Gestalt auf. Die Hautflügler weisen eine besondere Gesichtsmorphologie auf mit nach unten gerichteten Mundteilen. Das Metasoma ist mit Tergit 1 etwa gleich lang oder kürzer als andere metasomale Tergite. Das Pronotum ist in Dorsalansicht meist mehr oder weniger U-förmig. Der Petiolus ist zylinderförmig. Die Trochanteren sind zweigliedrig.  Die Flügeladerung ist reduziert. Es gibt maximal drei geschlossene Flügelzellen. Das Pterostigma ist nur unscharf ausgebildet. Die Hinterflügel weisen maximal eine geschlossene Flügelzelle auf.

## Verbreitung
Die Diapriidae sind in allen Ökozonen vertreten. Sie sind fast weltweit verbreitet und fehlen lediglich in der Antarktis. Die Familie ist in der südlichen Hemisphäre stärker vertreten. Man findet die Hautflügler insbesondere in Sumpfgebieten und Feuchtwäldern. Viele Arten sind waldgebunden und mit Totholz und Pilzen assoziiert.

## Lebensweise
Die Larven der Diapriidae sind hauptsächlich Puppen-Endoparasitoide von Pilzmücken (Mycetophilidae) und anderen Dipteren. Einige Arten parasitieren die Puppen von Käfern und Ameisen. Die Lebensweise vieler Arten ist noch nicht erforscht.

## Systematik
Die Diapriidae werden der Überfamilie Diaprioidea zugeordnet.
Die Diapriidae werden in 3 Unterfamilien gegliedert:
- Ambositrinae
- Belytinae
- Diapriinae

Die Ismarinae wurden von Sharkey et al. (2012) ausgegliedert und zu einer eigenständigen Familie Ismaridae erhoben
In Europa sind die Diapriidae mit folgenden Gattungen vertreten:
- Acanopsilus
- Acanosema
- Acanthopsilus
- Aclista
- Acropiesta
- Anaclista
- Aneurhynchus
- Aneuropria
- Anommatium
- Antropria
- Aprestes
- Atomopria
- Aulacopria
- Basalys
- Belyta
- Cardiopsilus
- Cerapsilon
- Cinetus
- Coptera
- Cordylocras
- Cyathopria
- Diapria
- Diphora
- Entomacis
- Erasikea
- Eumiota
- Eunuchopria
- Geodiapria
- Idiotypa
- Labolips
- Lepidopria
- Lyteba
- Macrohynnis
- Miota
- Monelata
- Opazon
- Oxylabis
- Oxypria
- Pamis
- Panbelista
- Pantoclis
- Pantolyta
- Paramesius
- Paroxylabis
- Plagiopria
- Platymischus
- Polypeza
- Praeaclista
- Psilomma
- Psilommacra
- Psilus
- Scorpioteleia
- Solenopsia
- Spilomicrus
- Symphytopria
- Synacra
- Synbelyta
- Tetramopria
- Trichopria
- Valia
- Viennopria
- Zygota

## Bilder

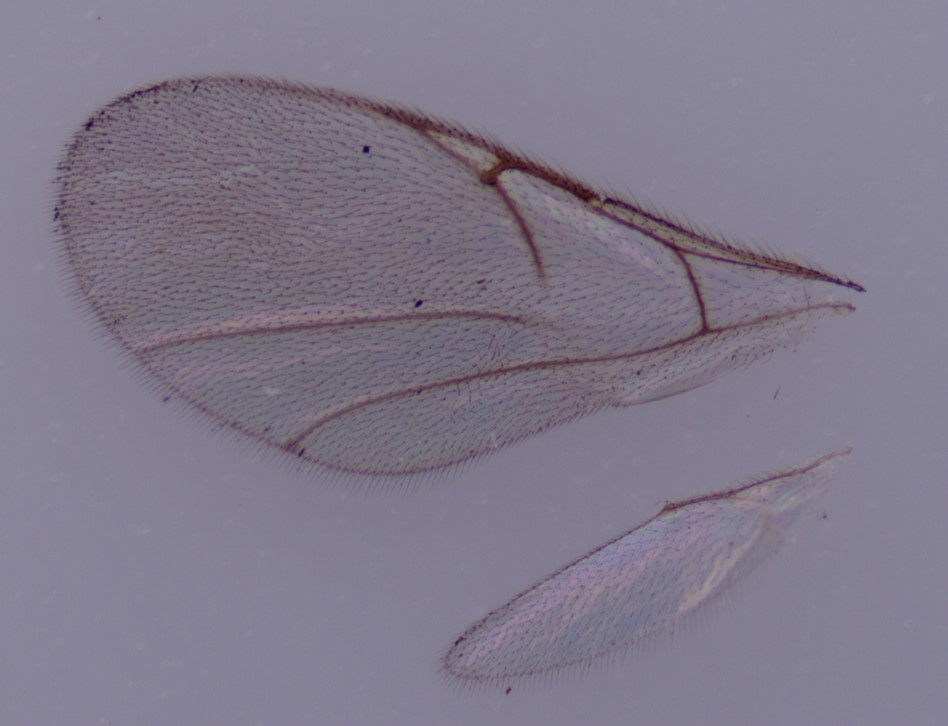
Flügel von Cinetus sp.
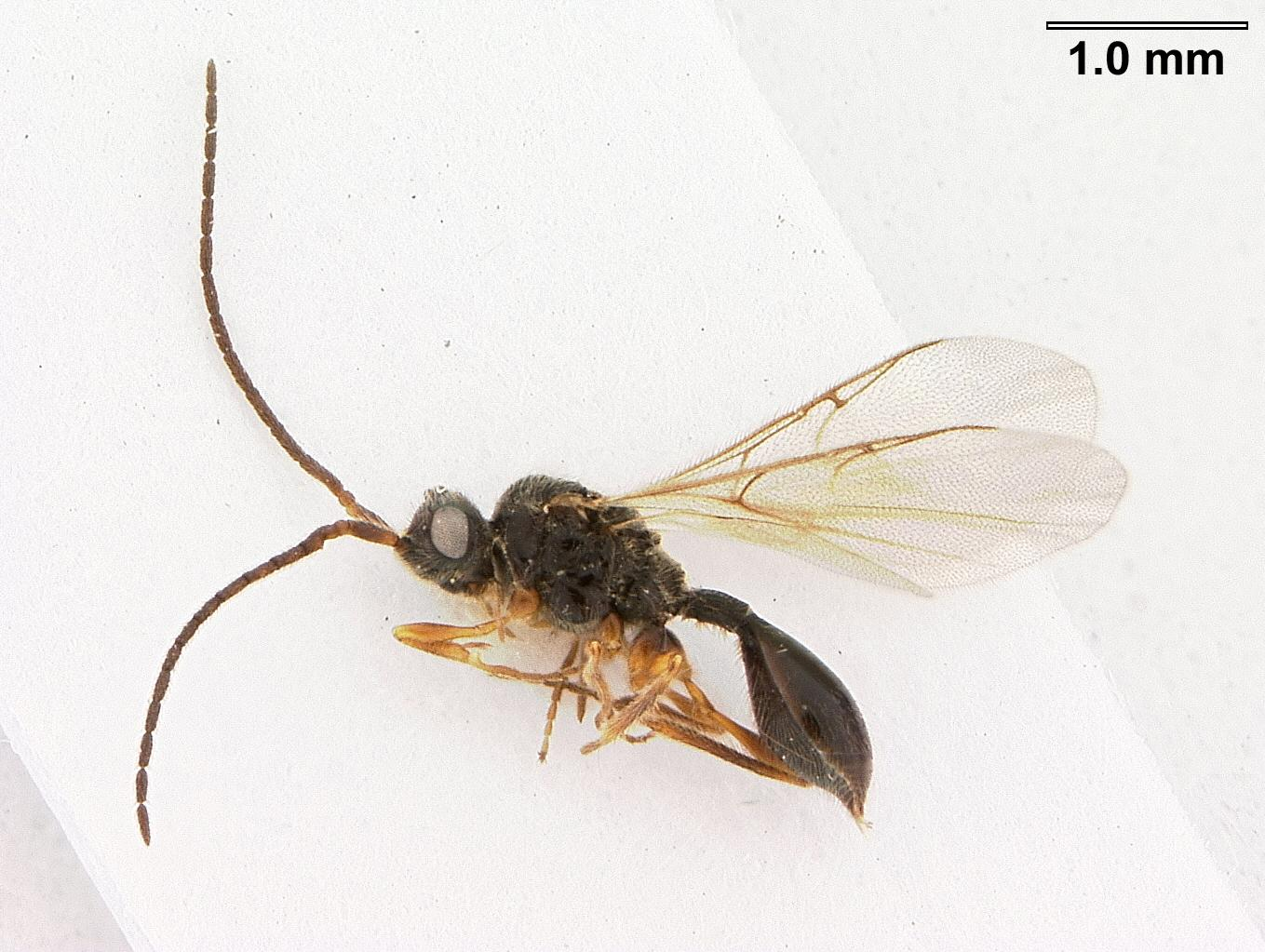
Aclista sp.
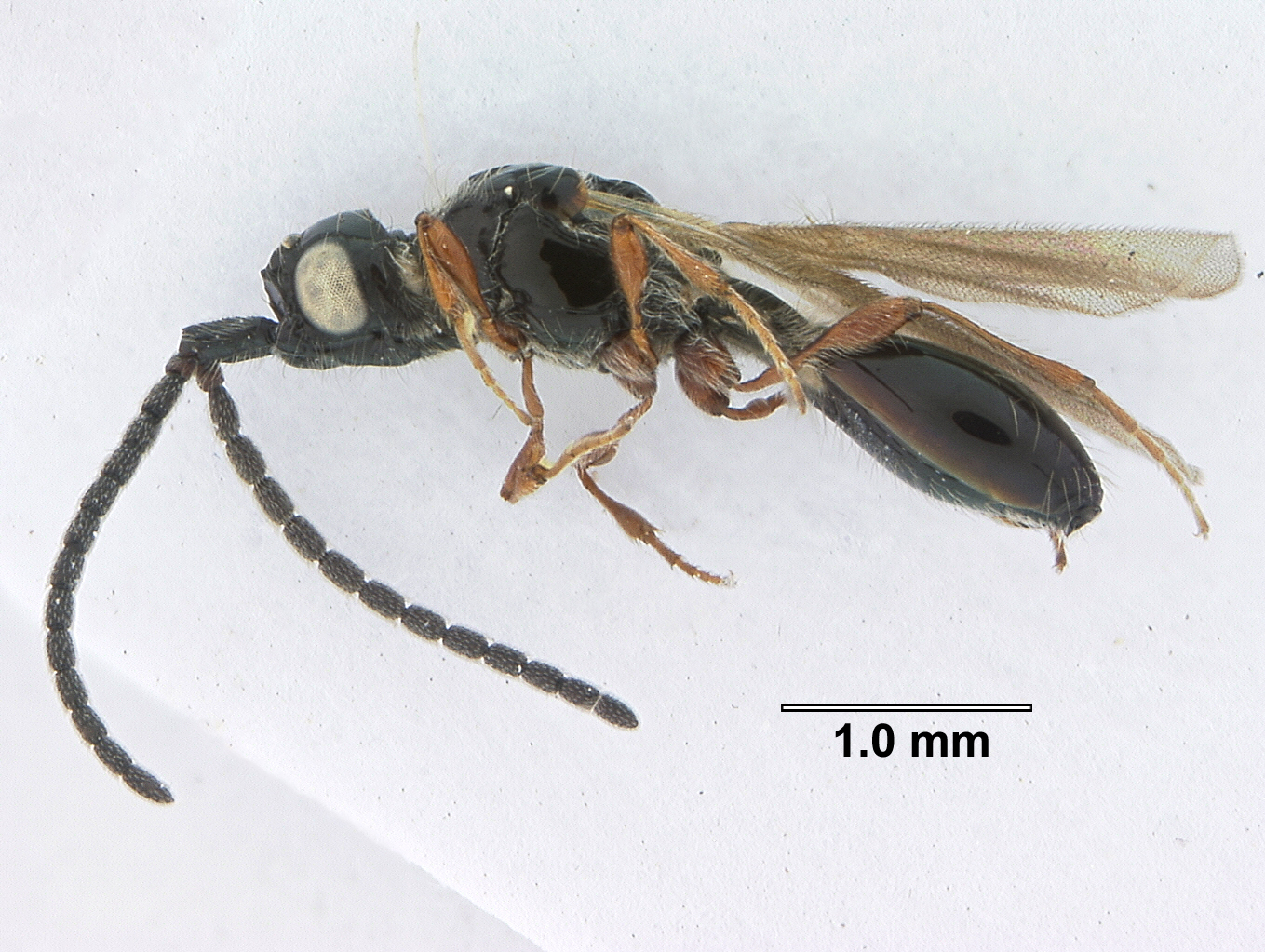
Coptera sp.
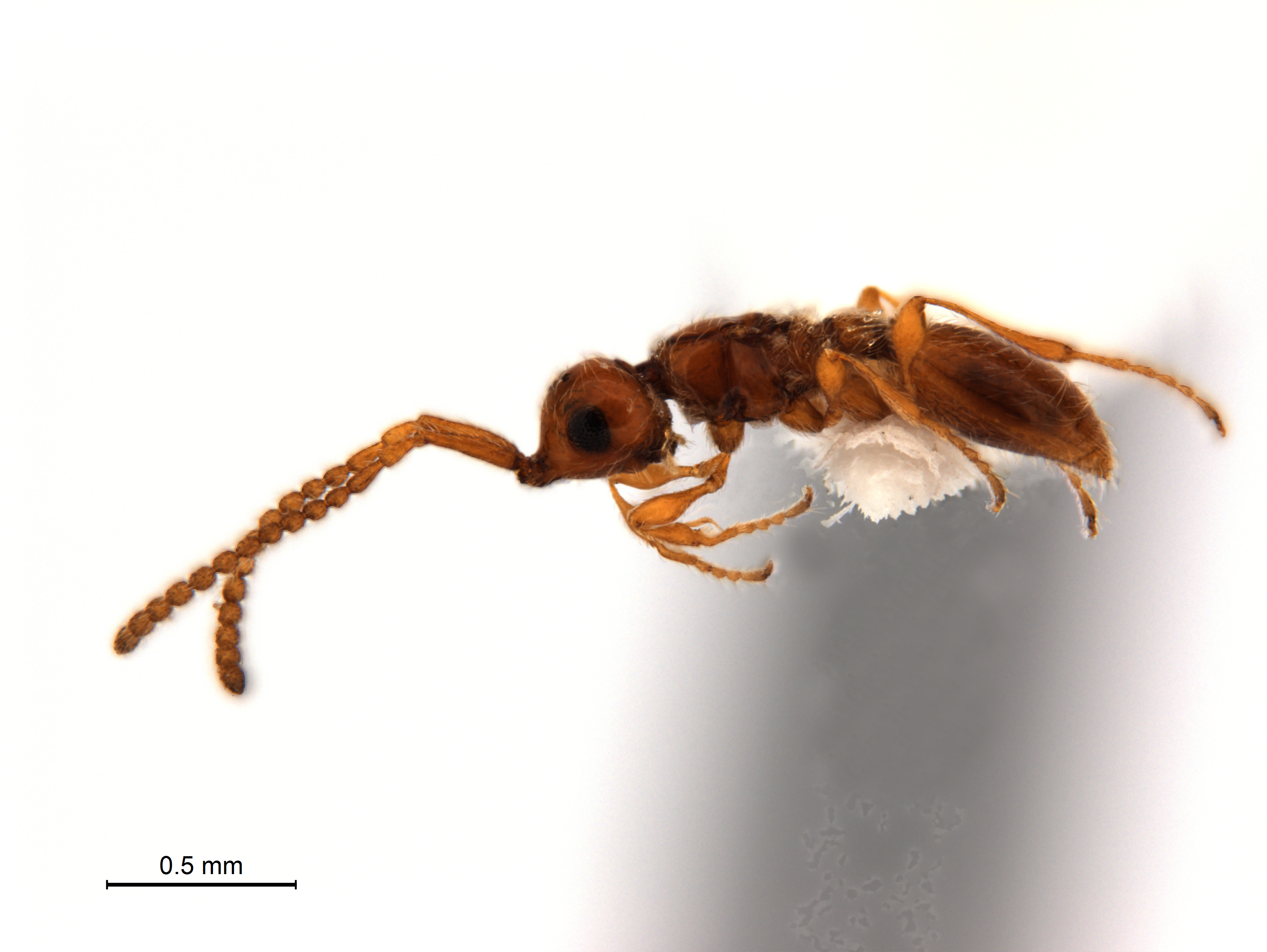
Maoripria earlyi
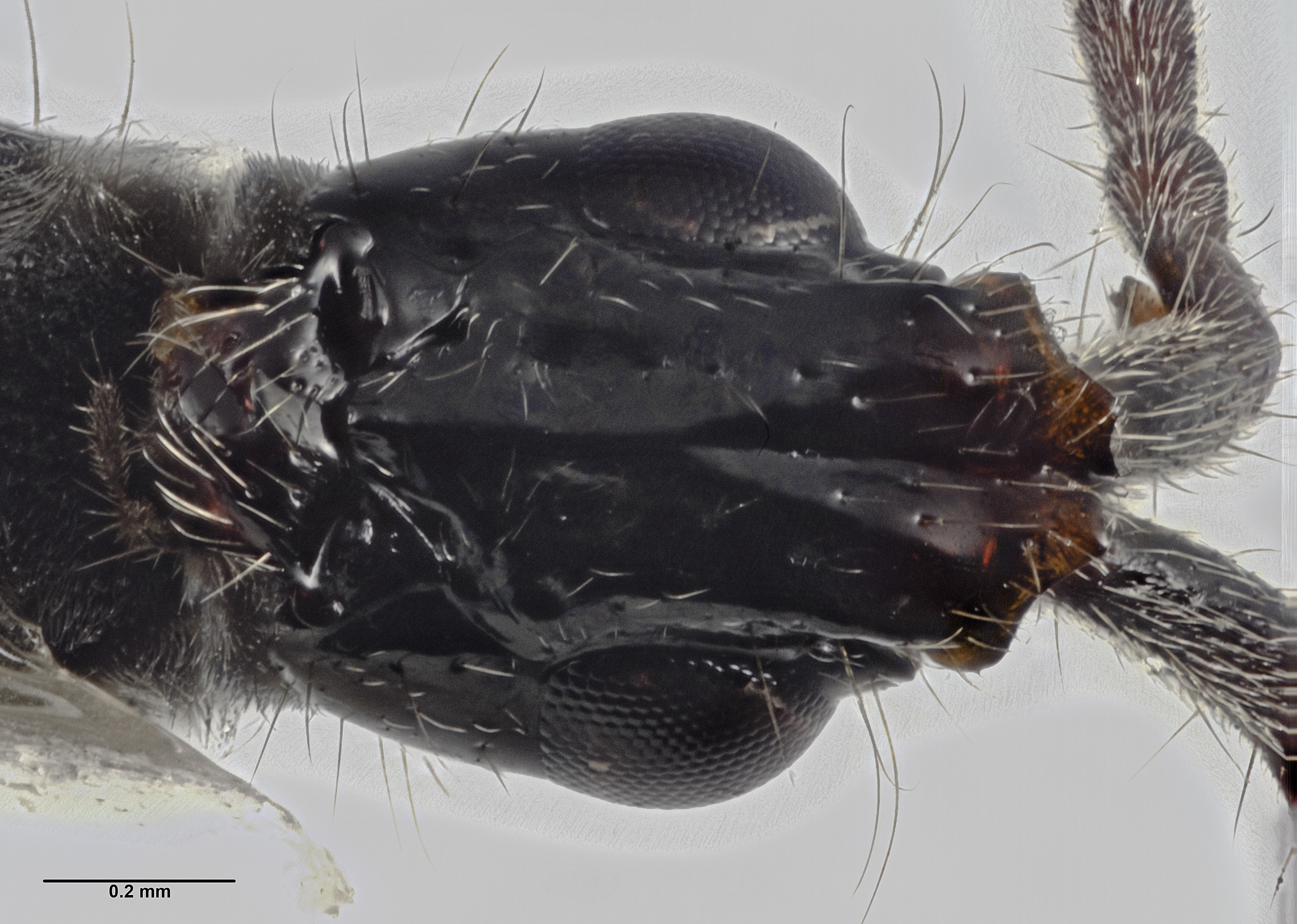
Ventralansicht vom Kopf von Neurogalesus carinatus
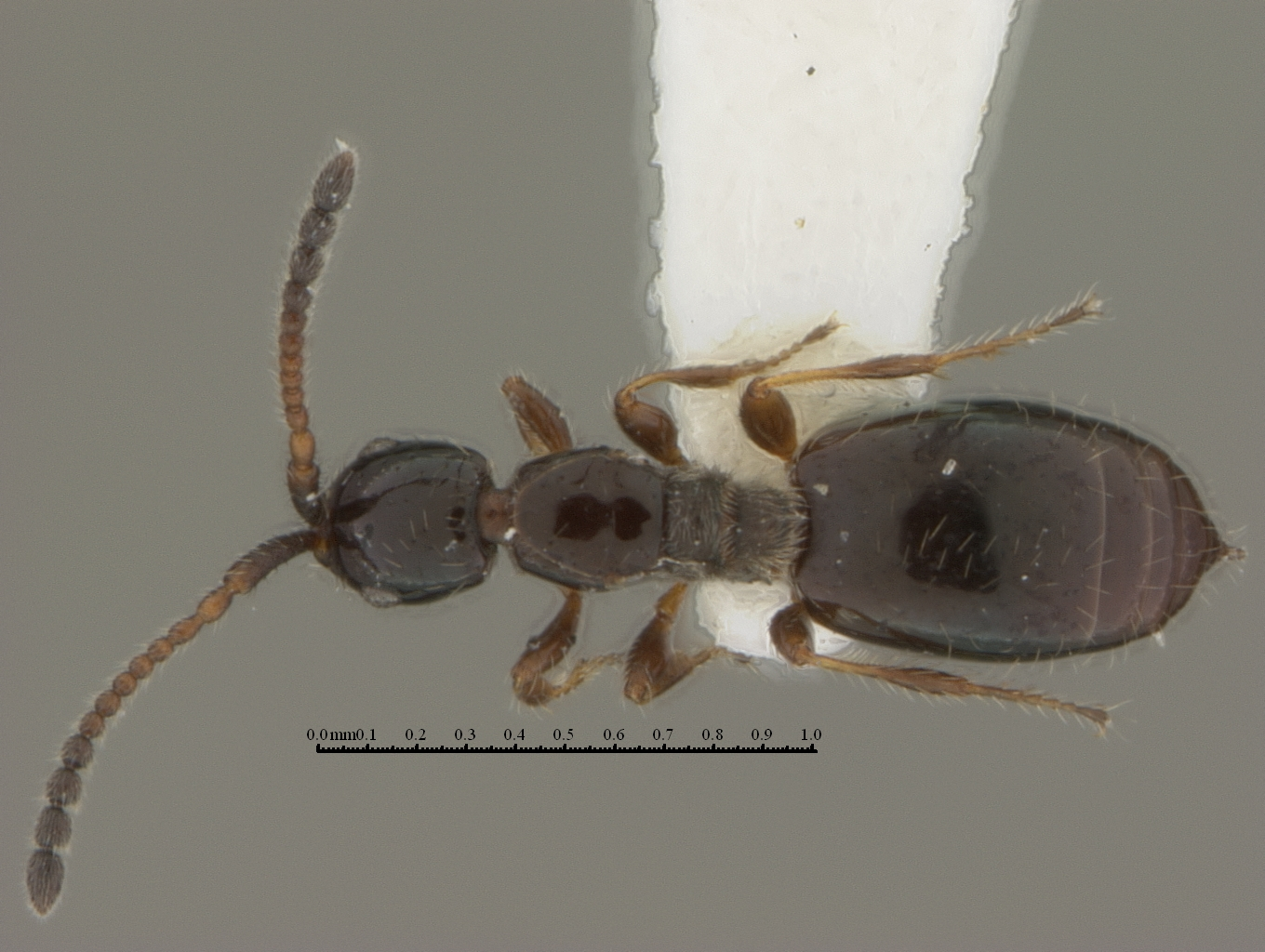
Platymischus dilatatus ♀